# Mary Mullarkey
Mary J. Mullarkey (* 28. September 1943 in New London, Wisconsin; † 31. März 2021) war eine US-amerikanische Juristin, die unter anderem zwischen 1998 und 2010 als erste Frau Präsidentin (Chief Justice) des Obersten Gerichtshofes des US-Bundesstaates Colorado (Colorado Supreme Court) war.

## Leben

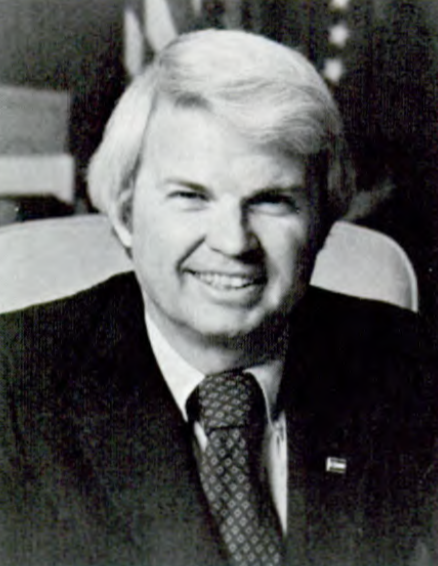
Während der Amtszeit des demokratischen Gouverneurs von Colorado, Richard Lamm, war Mary Mullarkey von 1979 bis 1982 zuerst Solicitor General von Colorado sowie zwischen 1982 und 1985 Rechtsberaterin des Gouverneurs.

Mary J. Mullarkey, Tochter von John Clifford Mullarkey und Isabelle A. Steffes, begann nach dem Schulbesuch zunächst ein grundständiges Studium am St. Norbert College in De Pere, das sie 1965 mit einem Bachelor of Arts (BA) beendete. Ein darauf folgendes Studium der Rechtswissenschaft an der Harvard Law School, der Juristischen Fakultät der Harvard University schloss sie 1968 mit einem Bachelor of Laws (LLB) ab. Sie erhielt die anwaltliche Zulassung bei der Anwaltskammer von Denver (Denver Bar Association), der Anwaltskammer von Colorado (Colorado Bar Association) sowie der US-amerikanischen Anwaltskammer (American Bar Association) und war von 1968 bis 1973 als Staatsanwältin für das US-Innenministerium (US Department of the Interior) tätig. Im Anschluss arbeitete sie zwischen 1973 und 1975 als Staatsanwältin für das Büro der Equal Employment Opportunity Commission (EEOC) in Denver tätig, eine Bundesbehörde zur Beendigung von Diskriminierung in Beschäftigung und Beruf. Nachdem sie zwischen 1975 und 1979 in der Berufungsabteilung (Appellate Section) im Büro des Generalstaatsanwalts von Colorado tätig gewesen war, fungierte sie von 1979 bis 1982 zuerst als Solicitor General von Colorado sowie im Anschluss zwischen 1982 und 1985 als Rechtsberaterin des demokratischen Gouverneurs von Colorado, Richard Lamm.
Nachdem Mary J. Mullarkey von 1985 bis 1987 Partnerin der Anwaltskanzlei Mullarkey & Seymour war, wurde sie am 29. Juni 1987 von Gouverneur Roy Romer zur Richterin (Justice) an den Obersten Gerichtshof des US-Bundesstaates Colorado berufen, den (Colorado Supreme Court). Am 3. August 1998 wurde sie Nachfolgerin von Anthony Vollack und als erste Frau Präsidentin (Chief Justice) des Colorado Supreme Court und bekleidete dieses Amt bis zum 30. November 2010, woraufhin Michael L. Bender ihre Nachfolge antrat. Während ihrer 23-jährigen Amtszeit, davon zwölf Jahre als Oberste Richterin, hörte sie mehr als 30.000 Fälle und verfasste 472 Stellungnahmen. Unter ihrer Führung stieg die Zahl der Richter in Colorado um 27 Prozent, Gerichtsgebäude wurden umgebaut, Juristenausbildungs- und Jurorenbewertungsprogramme gestartet und umfangreiche technologische Verbesserungen eingeführt, die schließlich zu einem nationalen Modell wurden. Sie führte die Regel ein, dass alle Gerichtsgebäude über Kinderwartezimmer verfügen, einen sicheren Ort, an dem sich Kinder während der Gerichtstermine ihrer Eltern aufhalten können. Vor ihrer Pensionierung arbeitete sie unermüdlich daran, ein neues Gebäude für die Staatsgerichte von Colorado zu bauen. Dieses hochmoderne Ralph L. Carr Colorado Judicial Center in Denver wurde 2013 fertiggestellt. 
Sie hat mehrere Ehrungen und Auszeichnungen erhalten, darunter 2002 den Mary Lathrop Award der Colorado Women’s Bar Association sowie 2003 den Judicial Excellence Award der Denver Bar Association. Im Jahr 2005 erhielt sie den MS Achievement Award der National Multiple Sclerosis Society, der ihr Eintreten für bessere Behandlungen von Multipler Sklerose würdigte, eine Krankheit, an der sie selbst viele Jahre lang litt. 2010 den Herbert Harley Award der American Judicature Society (AJS). 2012 wurde sie für ihre Verdienste um Justiz und Rechtsprechung in die Colorado Women's Hall of Fame aufgenommen. Aus ihrer am 24. Juli 1971 geschlossenen Ehe mit Thomas E. Korson, einem Geistlichen der Unitarian Universalist Association (UUA), ging der Sohn Andrew Steffes Korson hervor.